# ハッピーデイズ (テレビドラマ)
『ハッピーデイズ』（英: Happy Days）は、アメリカ合衆国で放送されていたテレビドラマである。ミラー&ミルキス・プロダクションとパラマウント・テレビジョン（現・CBS）の共同製作。

## 概要
1950年代のアメリカウィスコンシン州ミルウォーキーのジェファーソン高校を舞台にした青春コメディ・ドラマ。主人公リッチー、仲間のポッティー、ラルフ、レザージャケットがトレードマークの不良フォンジーたちの喜怒哀楽に満ちた日常を描く。ピンボールの設置されているジュークボックスカフェに集まってはロックンロールに夢中になる当時のティーン・エイジャーとその家族をコミカルに描写した作品である。1974年 - 1984年の10年間・11シーズン255話が放送された。
スピンオフとして『ラバーン&シャーリー』（主演：ペニー・マーシャル、シンディ・ウィリアムズ）が1976年から1983年まで放映された。

## 登場人物

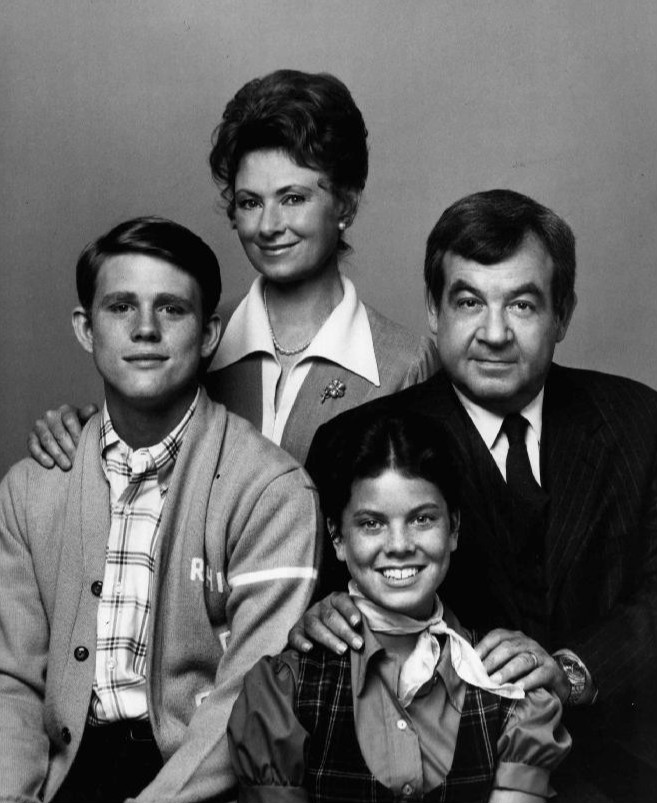
カニンガム家の面々。左端の少年がリッチー。

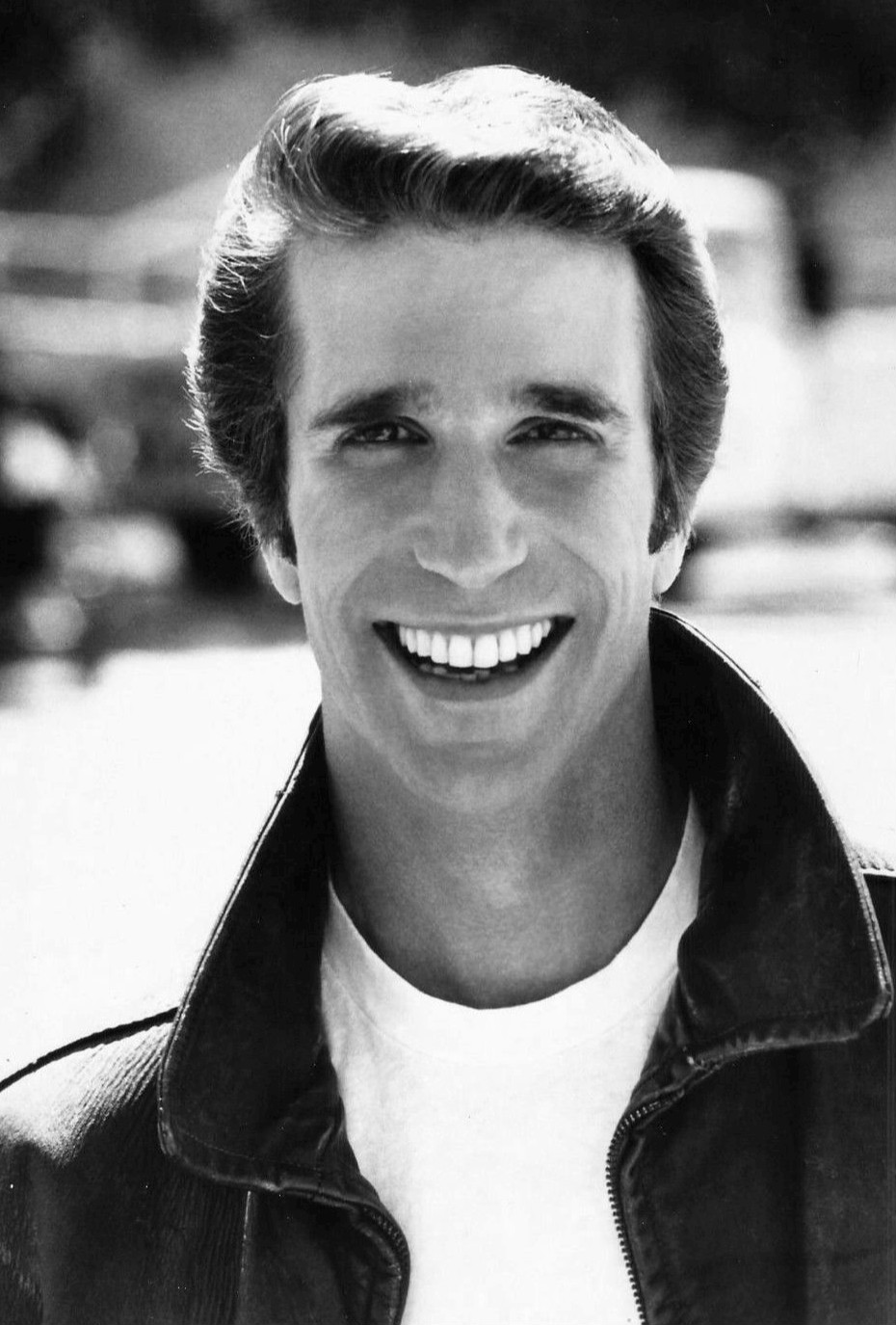
フォンジー（1977年撮影）

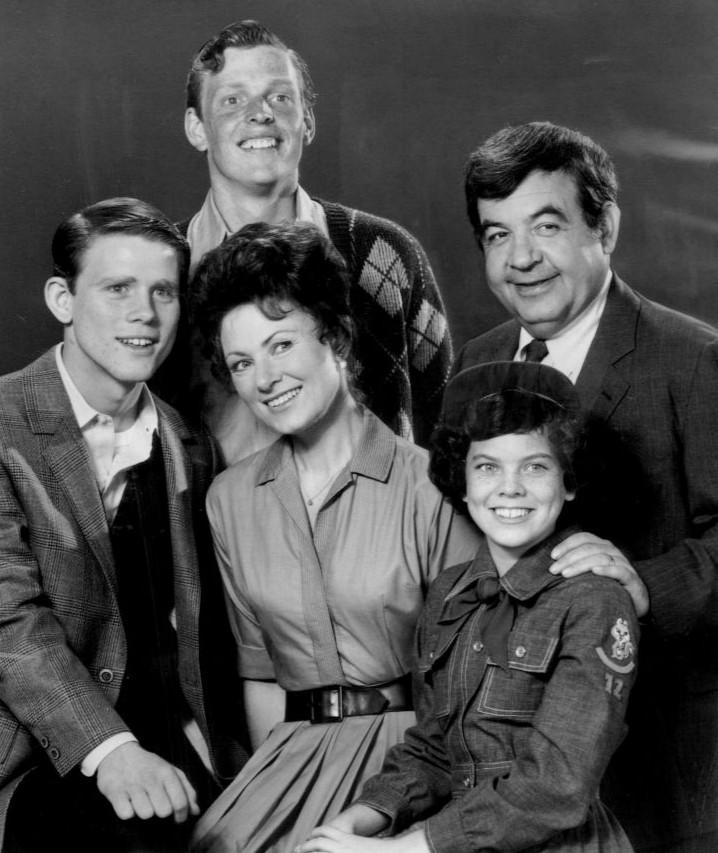
カニンガム家の面々。

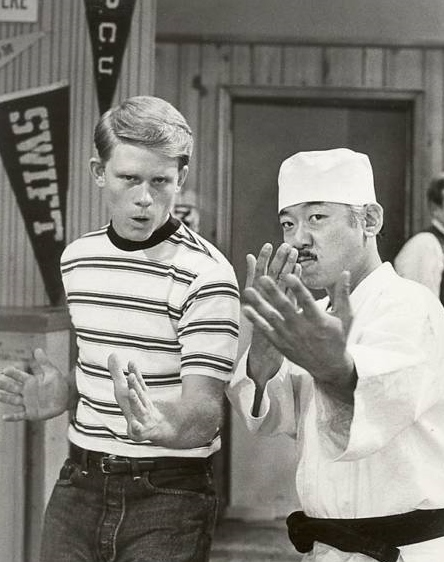
ロン・ハワード（左）とパット・モリタ （右）。

リッチー・カニンガム
演：ロン・ハワード / 吹替：竹尾智晴（後の中尾隆聖）
第1シーズンから第7シーズンまでの主人公。
第7シーズンを最後に、兵隊に行く形でレギュラーを離れた。第8シーズンでガールフレンドと結婚したことが電話で触れられた。また、最終シーズンにあたる第11シーズンの "Welcome Home" では妻と息子を連れて再登場し、脚本の修行のために妻子とともにカリフォルニアへと向かった。後に "Passages" にも登場し、ジョーニーとチャチの結婚式に参加した。
アーサー・フォンザレリ
演：ヘンリー・ウィンクラー / 吹替：安原義人
リッチーの友人である不良少年。
フォンジーという通称と彼の決め台詞である "Sit on it" の考案者は、番組プロデューサーのボブ・ブランナーである。
マリオン・カニンガム
演：マリオン・ロス / 吹替：香椎くに子
リッチーの母。
ハワード・カニンガム
演：トム・ボズリ / 吹替：村越伊知郎
リッチーの父。"Cunningham's Hardware" という電器店を経営している。
ジョーニー・カニンガム
演：エリン・モーラン
リッチーの妹。
チャック・カニンガム
演：ギャヴァン・オハーリー
リッチーの兄。
ウォーレン・ポッツィー・ウェーバー
演：アンソン・ウィリアムズ
リッチーの友人。
ラルフ・マルフ
演：ドニー・モスト
リッチーの友人。
アーノルド・高橋松雄
演：パット・モリタ
シーズン1からシーズン3まで登場した男性。武術指導のアルバイトをしている。1975年から76年に放送されたシーズン3ではドライブインを経営していた。
アル・デルヴェッキオ
演：アル・モリナロ
第4シーズンから第10シーズンに登場した男性で、アーノルドのドライブインを継いだ。チャチの母と再婚し、フォンジーの義理のおじになった。
チャチ・アルコーラ
演：スコット・バイオ
フォンジーのいとこで、アル・デルヴェッキオの義理の息子。
レザー・トスカデロ
演：スージー・クアトロ
元不良少女であるミュージシャン。
ピンキー・トスカデロ
演：ロズ・ケリー
フォンジーのガールフレンドで、レザーの妹。

## スタッフ
- 製作総指揮：ゲイリー・マーシャル
- 製作：ミラー&ミルキス・プロダクション、パラマウント・テレビジョン
- 放映：ABC

## 日本での放送
日本では、まず1978年1月7日から同年9月26日まで東京12チャンネル（現・テレビ東京）で『全米人気No.1!青春ロック!ハッピーデイズ』（ぜんべいにんきナンバーワン せいしゅんロック - ）と題して放送。その後、2002年3月28日から2003年1月20日、および2004年10月にスーパー!ドラマTVで表題通りのタイトルで放送された。

### 放送時間
いずれも日本標準時、東京12チャンネルでの放送時間。
- 土曜 19:00 - 19:24 （1978年1月7日 - 1978年3月25日）
- 日曜 22:30 - 23:00 （1978年4月2日 - 1978年6月25日）
- 火曜 23:15 - 23:45 （1978年7月4日 - 1978年9月26日）

### サブタイトル
以下は、スーパー!ドラマTVでの放送時に付けられていた邦題。
1. キッスだけしか許さない
2. ハメをはずした報いはつらい
3. レモンのキッスをポンコツで
4. 大人の夜をのぞいてみたら
5. いくら親友でもそこまでは
6. こってり油をしぼられて
7. ロックでデートは大混乱
8. デーモン・マークにとりつかれ
9. 想い、想われ、ふりふられ
10. デートの相手は背高ノッポ
11. ポーカーはおとぼけ戦法で
12. 相手の気持ちはままならぬ
13. 僕は僕の道を行く
14. その時、助っ人が現れた
15. 差別、偏見何するものぞ
16. 取り越し苦労もほどほどに
17. 裸の美女との夜はふけてた
18. 別れのキスはマイカーで
19. 監視の目ほどつらい事はない
20. 甘いキッスもままならぬ
21. キッスで治るか心の病気
22. 美人スターとホテルでデート
23. 人気稼業も楽じゃない
24. 親子で意見は違っていても
25. ハムレットもまっ青
26. 美男子の心はままならぬ
27. 四面楚歌のロックンロール
28. ぬれ手でアワと思ったが
29. 班長さんはつらい
30. お化け屋敷の大パーティー
31. キッスで病気になった！
32. 人の女に手を出した
33. ハメをはずしたバッカリに
34. イブの最終バスは発車して
35. 病気の見舞いに珍客が
36. 熱つ熱つキッスは星の下
37. 特種を取ってはみたが
38. ガールハントで裸にされて